# Картімандуя
Картімандуя — володарка кельтського племені бригантів на півночі Британії з 43 до 69 року. Союзниця Римської імперії.

## Життєпис
Немає відомостей щодо місця та дати народження Картімандуї. Відомо лише, що владу вона успадкувала від батька у 43 році. Вона правила разом з представником знатної родини — Венуцієм. В цей час до Британії вдерлися римські війська на чолі із імператором Клавдієм. Із самого початку Картімандуя уважно слідкувала за перебігом війни між Каратаком та римлянами. Після перемоги останніх та захоплення Камулодуна (сучасний Колчестер). Картімандуя почала вести перемовини з римлянами, але не поспішала визнавати їх владу.
У 48 році римський проконсул Британії Публій Осторій Скапула завдав низку поразок військам Каратака, змусивши останнього відступати вглиб острова. Після цього Картімандуя визнала свою залежність від Риму та встановили союзницькі стосунки зі Скапулою. У 50 році Каратак втік до бригантів, яких він став умовляти почати війну проти римлян. Картімандуя наказала закувати Каратака та видала його Публію Осторію Скапулі. Після цього вона користувалася значною повагою та підтримкою римлян.
У 57 році Картімандуя розлучилася з Венуцієм та одружилася із вояком Веллокатом. Ображений Венуцій зібрав війська й розпочав війну проти Картімандуї. На допомогу їй прийшов римський намісник Авл Дідій Галл, який розбив Венуція і змусив його тікати. Остаточну поразку йому завдав Цезій Назіка. Після цих подій Картімандуя спокійно володарювала до 69 року, коли у Римі почалася боротьба за владу й змінилося кілька імператорів. Скориставшись цим Венуцій знову напав на Картімандую й змусив її втікати до військового табору римлян.
За правління імператора Веспасіана римляни відновили владу над бригантами. Втім після 69 року ім'я Картімандуї не згадується.